# Ripley Under Water
Ripley Under Water ist ein Kriminalroman der US-amerikanischen Autorin Patricia Highsmith. Der letzte von insgesamt fünf Romanen um die Figur Tom Ripley erschien 1991.

## Handlung
Der Amerikaner Tom Ripley lebt wie in den vorherigen drei Romanen mit seiner Frau Héloise und der Haushälterin Madame Annette in der Villa Belle Ombre in dem (fiktiven) französischen Dorf Villeperce-sur-Seine. Sein Vermögen (eigentlich das seines ersten Mordopfers Dickie Greenleaf, dessen Testament er zu seinen Gunsten gefälscht hat) und die Zuwendungen seines reichen Schwiegervaters ermöglichen es Tom, sich ausschließlich Liebhabereien zu widmen: Er nimmt mit seiner Frau Cembalounterricht und züchtet Rosen. 
Die Idylle wird bedroht, als sich das amerikanische Ehepaar David und Janice Pritchard in Villeperce niederlässt. David Pritchard scheint mehr über Tom zu wissen, als diesem lieb sein kann. Ein anonymer Anrufer mit Pritchards Stimme bestellt Tom Grüße von Dickie Greenleaf, er fotografiert Belle Ombre und reist Tom und Héloise sogar in den Urlaub nach Tanger nach. Ein Treffen der beiden endet damit, dass Tom Pritchard verprügelt. Dann beginnt Pritchard eine Suchaktion in den Flüssen und Kanälen der Umgebung. Tom ist sich sicher, dass Pritchard die Leiche des amerikanischen Kunstsammlers Murchison finden will. Auch diesen hatte er einige Jahre zuvor umgebracht, weil Murchison Kunstfälschungen auffliegen lassen wollte, von denen Tom profitierte. Die Leiche hatte er zunächst im Wald vergraben und später in einen Fluss geworfen.
Schließlich findet Pritchard Murchisons Überreste, die er in einem Sack vor Toms Haustür platziert, und ruft die Polizei. Tom versteckt den Sack zunächst und wirft ihn später in den tiefen Gartenteich auf dem Grundstück der Pritchards. Diese sind Nichtschwimmer und ertrinken bei dem Versuch, die Knochen zu bergen. Die polizeilichen Ermittlungen bleiben ergebnislos, Tom kommt auch dieses Mal ungeschoren davon.
Ripley Under Water ist der einzige Ripley-Roman, in dem Tom Ripley niemanden tötet.

## Entstehung
Patricia Highsmith begann mit der Arbeit an Ripley Under Water im März 1988, im Oktober 1990 übersandte sie das Manuskript ihrem britischen Verlag Bloomsbury, wo es, gleichzeitig mit der deutschen Ausgabe im Diogenes Verlag, im Herbst 1991 erschien, ein Jahr später bei ihrem amerikanischen Verlag Knopf.

## Vorgängerromane
Die Autorin ließ ihren Protagonisten zuvor in vier weiteren Büchern auftreten:
- Der talentierte Mr. Ripley (1955)
- Ripley Under Ground (1970)
- Ripley’s Game oder Der amerikanische Freund (1974)
- Der Junge, der Ripley folgte (1980)

## Übersetzungen
Die Übersetzung der deutschsprachigen Erstausgabe bei Diogenes besorgte Otto Bayer; 2004 erschien im selben Verlag eine Neuübersetzung von Matthias Jendis.

## Adaptionen

### Radio
BBC Radio 4 sendete 2009 eine Hörspieladaption mit Ian Hart als Tom Ripley und William Hope als David Pritchard.